# GnuLinEx
gnuLinExまたはLinExは、GNOMEをデスクトップ環境とするDebianベースのGNU/Linuxオペレーティングシステムの1つ。スペインエストレマドゥーラ州政府の主導によるもので、同州の全学校や政府機関などで使うために開発された。ビジネス用や家庭用としても活発にプロモーションを行っている。i386アーキテクチャのコンピュータのみを対象としている。このプロジェクトは、地域住民の生活を向上させ、技術的なレベルを向上させた情報社会を築くことを目的としている。

## 長所
1. 安定性
2. インストールが容易
3. 配布と使用が自由（ライセンス料も無料）
4. マルウェアが含まれていない
5. スペイン語に特化

## 短所
1. Microsoft Windowsが新品のパーソナルコンピュータにプリインストールされているように、gnuLinExをプリインストールしたマシンを売り出すところまでは行っていない。
2. エストレマドゥーラ州政府は、デフォルトでインストールされる多くのプログラムの名称を（スペイン語に）変更しており、ユーザーに混乱を生じさせている。逆にスペイン語の方が親しみやすいという意見もある。2004年版では、元々の名称やアイコンを選択することもできる。

## School LinEx
School LinEx はgnuLinExからの派生で、教師向けである。生徒や児童に合わせた3種類のユーザープロファイルがあり、それぞれに内容やソフトウェアがパーソナライズされている。

## 利用状況
2003年5月現在、地元新聞社などによってCD-ROM版が20万枚無料配布され、公式サイトからは7万ダウンロードを記録している。エストレマドゥーラ州の住民の約10%がLinExを使っていると推定されている。

## 受賞歴
- 2002年10月、Users' Association of the Telecommunications (AUTEL)
- 2002年11月、Association of Spanish Users of Linux (Hispalinux)
- 2003年3月、Computerworld 2003
- 2003年6月、"Vettonia, voice Castúa" award （Alcorcón's Extremaduran Group）
- 2004年4月22日、European award of the Regional Innovation, Category of Society of the Information （European Commission in the framework of the European Regional Program of Innovative Actions）

## 中学校でのgnuLinEx
現在では、主にエストレマドゥーラ州の公立中学校で使われており、生徒2人に1台またはテーブルに1台の割合でgnuLinExをインストールしたPCがある。